# 淮扬府
淮扬府，中国古代的府。
元朝至正二十一年（1361年），朱元璋改淮海府置，治所在江都县（今江苏省扬州市）。辖境相当今江苏省宝应、金湖、兴化等县市以南，扬州、泰兴、南通等市以北，高邮湖以东至海。至正二十六年（1366年），改扬州府。 